# لاوتی (فلوریدا)
لاوتی (به انگلیسی: Lawtey) شهری در شهرستان بردفورد ایالت فلوریدا است که در سال ۱۹۰۵ بنیان‌گذاری شده‌است. این شهر طبق سرشماری سال ۲۰۱۰ میلادی، ۸۵۳ نفر جمعیت داشته و مساحت آن نیز ۳٫۶ کیلومتر مربع است.